# 八戸市立湊小学校
八戸市立湊小学校（はちのへしりつ みなとしょうがっこう）は、青森県八戸市湊町にある公立小学校。

## 沿革
- 1886年（明治19年）5月2日 - 湊村本町の吉田源五郎宅を仮校舎に充て、三か村連合の湊小学（盛湊小学）より分離し、湊小学として発足。
- 1887年（明治20年） - 湊村下条の工藤清雄宅に移転し、湊簡易小学校と改称。
- 1891年（明治24年） - 湊村久保に校舎新築移転。
- 1892年（明治25年） - 湊尋常小学校と改称。
- 1908年（明治41年） - 高等科を併置し、湊尋常高等小学校と改称。
- 1925年（大正14年） - 字中道7番1号（現在地）に、校舎増築移転。
- 1936年（昭和11年） - 校歌制定。
- 1941年（昭和16年）4月1日 - 国民学校令により、湊国民学校と改称。
- 1947年（昭和22年）4月1日 - 学校教育法施行により、八戸市立湊小学校と改称。同日、湊中学校を併置し、高等科生を中学校に移籍。
- 1951年（昭和26年）8月18日 - 火災により、校舎焼失。
- 1952年（昭和27年）
  - 日付不明 - 新校舎落成。
  - 8月21日 - 湊中学校独立校舎落成移転。
- 1960年（昭和35年）5月1日 - 湊町字鮫の口に分校設置[1]。
- 1962年（昭和37年）4月1日 - 分校が、青潮小学校として独立[1]。
- 2015年（平成27年）11月6日 - 創立140周年記念式典・祝賀会・記念事業挙行。

## 通学区域
出典
- 本町・上中道・中道・下中道・第一久保・第二久保・上の山・館鼻・下条・浜須賀・汐越一部・汐越二部・大沢・山手通・山手本町

## アクセス
- JR東日本八戸線陸奥湊駅から、徒歩約390m・約6分。
- 八戸市営バス「上中道」バス停下車後、徒歩約240m・約4分。

## 周辺
- 湊自主防災事務所 - 本校敷地内
- 八戸市庁福祉部・福祉事務所湊児童館 - 敷地が隣接。
- 社会福祉法人愛護会湊保育園 - 進学前保育園のひとつ
- 八戸市湊公民館

## 参考資料
- 『青森県教育史 別巻』(青森県教育委員会・1973年12月20日発行)「学校沿革 小学校」719頁「湊小学校」